# Ken Peplowski

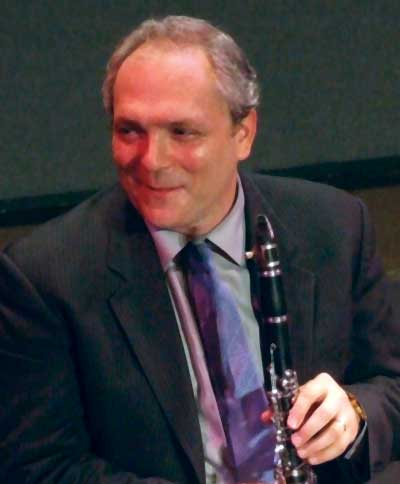
Ken Peplowski (2007)

Ken Peplowski (* 23. Mai 1959 in Cleveland, Ohio) ist ein US-amerikanischer Klarinettist des Mainstream Jazz. Gelegentlich spielt er auch Tenor- und Altsaxophon.

## Leben und Wirken
Peplowski begann schon mit 10 Jahren öffentlich aufzutreten und spielte zunächst im Familienorchester (sein Bruder Ted spielt Trompete) und in Polka-Orchestern in der Gegend um Cleveland, wandte sich aber während seiner High-School-Zeit dem Jazz zu. 1978 bis 1980 tourte er mit dem „Ghost-Orchestra“ von Tommy Dorsey unter Leitung von Buddy Morrow (Altsaxophon, aber auch Klarinette), der Peplowski mit seinem Quartett auf einem Jazzfestival in Cleveland hörte. Während dieser Touren hatte er auch Gelegenheit, bei Sonny Stitt zu studieren. 1980 zog er nach New York, wo er in unterschiedlichen Jazz-Richtungen spielte. Ab 1984 war er als Tenorsaxophonist Mitglied des (von Benny Goodman zwei Jahre vor dessen Tod neu aufgelegten) Benny-Goodman-Orchesters. Er beschrieb Goodman, mit dem er häufig verglichen wird, als harten („extremely tough“) Bandleader, der allerdings gegen sich genauso hart war wie gegen andere und mit dem er gut auskam. Ab 1987 nahm er für Concord Records auf: So begleitete er Mel Tormé und Rosemary Clooney; über 20 Alben spielte er als Leader ein, u. a. im Duett mit den Gitarristen Howard Alden bzw. Diego Figueiredo. Er veröffentlichte auch Alben bei Nagel-Heyer und Arbors Records, wie Unheard Bird (2024). Peplowski ist auf dem Soundtrack mehrerer Woody-Allen-Filme zu hören. 2007 wurde er Berater in Sachen Jazz für das Oregon Festival of American Music und leitete die Jazzpartys im John G. Shedd Institute of the Arts in Eugene (Oregon).  Zu hören ist er auch auf Randy Sandkes New York-Tribut Uptown Lowdown: A Jazz Salute to the Big Apple (2000).

## Preise und Auszeichnungen
Sein Album „The Natural Touch“ erhielt 1992 den Preis der Deutschen Schallplattenkritik.